# Caterina Vogoride-Conachi
Caterina Vogoride-Conachi (Țigănești, 2 aprile 1831 – Genova, 22 febbraio 1870) è stata una nobile e rivoluzionaria rumena, ricordata per il suo attivismo durante il risveglio nazionale in Romania e per il suo lavoro durante il processo di unificazione tra Moldavia e Valacchia..
Figlia del Cancelliere Grande Costache Conachi e di sua moglie Smaragda Negri-Donici, sposò nel 1846 in prime nozze il principe Nicolae Vogoride, dal quale ebbe quattro figli. Si appassionò alle vicende sindacali e si avvicinò al movimento: in contrasto sull'argomento con il marito, gli sottrasse e fece pubblicare la sua corrispondenza segreta con l'Impero ottomano e quello asburgico ottenendo quindi la sua rimozione dalla carica di Caimacam. Dopo l'unione tra Moldavia e Valacchia del 1862, che diede vita al Principato di Romania, si separò dal marito.
Nel 1864 si risposò con il principe Emanuele Ruspoli. La coppia ebbe cinque figli, tra i quali l'esploratore Eugenio.
Morì di malaria, i suoi resti furono sepolti nella chiesa di famiglia a Țigănești.